# Хирургический молоток
Хирургический молоток — хирургический инструмент, предназначенный для нанесения удара по хирургическому долоту и остеотому с целью рассечения кости:[стр. 76].

## Устройство
Хирургический молоток почти всегда металлический, часто из чугуна, но редко бывают деревянные:[стр. 76]:[стр. 7]. Масса тела молотка значительно превышает массу рукоятки. Молоток состоит из рукоятки, тела и обушка. Обушок обычно двухсторонний:[стр. 77]. Для того, чтобы приглушить ударный звук, на одной из сторон обушка имеется резиновая накладка:[стр. 76].
Хирургический молоток должен быть прочным, с относительно небольшой массой, иметь звукоприглушающие прокладки, иметь возможность создания достаточного момента силы:[стр. 77].

### Виды молотков
Выделяют несколько типов хирургических молотков:[стр. 78]:
- малый хирургический молоток с односторонним обушком;
- малый хирургический молоток с двухсторонним обушком;
- средний хирургический молоток с двухсторонним обушком;
- массивный хирургический молоток с двухсторонним обушком.